# Winton, Kalifornien
Winton är en ort (CDP) i Merced County, i delstaten Kalifornien, USA. Enligt United States Census Bureau har orten en folkmängd på 10 613 invånare (2010) och en landarea på 7,9 km².